# Nokia 6270
Nokia 6270 — стільниковий телефон фірми Nokia, випущений 2005 року. Відноситься до лінійки телефонів «мода і стиль».
Має стереодинаміки з підтримкою об'ємного звучання, музичний програвач з підтримкою форматів МР3, MPEG4 і ААС, стерео FM-радіо і клієнт Visual Radio, поштовий клієнт і XHTML-браузер, швидку передачу даних завдяки підтримці EDGE та активний режим очікування. Телефон містить близько 8 МБ вбудованої пам'яті, яку можна доповнити карткою пам'яті miniSD, максимальна ємність якої сьогодні становить 512 МБ.

## Опис

### Передня панель
Дизайн моделі з розсувним корпусом (слайдер), що дозволяє мати великий екран. Доступно два колірні рішення — коричневий колір корпусу та сріблястий. Великий розмір корпусу дозволяє не економити на просторі і нормально розподілити всі елементи. У нижній частині корпусу зроблений виступ, з його допомогою можна розкрити апарат. Екран займає більшу частину зовнішньої панелі, його роздільна здатність — 240х320 пікселів (34х45 мм), діагональ — 2.2 дюйма (56 мм). Відображає дисплей до 262 000 кольорів, картинка на екрані відрізняється високою чіткістю. На екрані міститься до 10 рядків тексту та до трьох службових рядків. Використання різного зображення шрифтів у браузері, повідомленнях, телефонній книзі, вибір їх розміру дозволяє як збільшити число рядків до 12 (маленький розмір шрифту), так і підвищити (8 рядків, максимальний розмір).
Функціональні клавіші великі. Навігаційна клавіша чотирипозиційна із вписаною в неї кнопкою ОК. Цифрова клавіатура розташована рядами, хоча всі кнопки практично примикають одна до одної. Поділ досягається за рахунок вставки, яка візуально розбиває клавіші на вертикальні ряди. Підсвічування клавіатури білого кольору.

### Задня панель
На задній панелі Nokia 6270 розміщено об'єктив камери та віконце спалаху. Камера має два мегапікселі, п'ятикратний цифровий зум і доповнена світлодіодним спалахом. У опціях камери можна задати роздільну здатність кадру (найвище 1600х1200), увімкнути нічний режим, задати якість JPEG-стиснення (є 3 рівня) і ввімкнути або вимкнути спалах. Також камера Nokia 6270 знімає відео, в опціях для цього є ряд налаштувань. Можна регулювати довжину ролика (максимально близько 3 хвилин), наявність звукового супроводу та місце збереження.
Під кришкою, що знімається, знаходиться акумулятор Li-Ion 900 мАч (BL-5C), а під ним знаходиться стандартне кріплення SIM-карти. За заявою виробника, акумулятор дозволяє телефону працювати 200 годин у режимі очікування та 5 годин у режимі розмови.

### Інтерфейс
Nokia 6270 — перший телефон на платформі Series 40, у якого значно вдосконалено інтерфейс користувача. Меню складається зі стрічки з піктограмами найбільш затребуваних додатків (цей список піддається налаштуванню). Прийоми керування традиційні для Nokia: головне меню можна викликати за допомогою клавіші ОК, при подальшій навігації ця ж кнопка служить для підтвердження операції, права софт-клавіша — для повернення на попередній рівень без підтвердження, ліва ж клавіша дозволяє викликати контекстне меню. Телефон оснащений розширеною адресною книгою, в якій для кожного абонента можна зберегти до п'яти телефонних номерів (загальний, домашній, робочий, мобільний та факс) та чотирьох текстових полів (e-mail, URL, поштова адреса та примітка). Додатково для кожного контакту можна вказувати ідентифікатор для «Натисни і говори», індивідуальну мелодію дзвінка, фото. 
Телефон підтримує всі субформати та опції кодування MP3 з постійним та змінним бітрейтом, а також файли AAC. Музика від плеєра може виводитися на вбудовані стереодинаміки, стереофонічну дротову гарнітуру і Bluetooth-навушники. У телефоні вбудований адаптер Bluetooth 1.2 з можливістю виведення аудіосигналу за профілями Headset та A2DP, що дозволяє слухати музику на стереофонічних і навіть монофонічних бездротових навушниках. Також наявний стереофонічний радіоприймач, який працює тільки при підключеній дротовій гарнітурі, яка використовується як приймальна антена.

## Технічні характеристики
| Загальні                            | Загальні |
| ----------------------------------- | --- |
| Дата виходу на ринок                | 2005 г. (4 квартал) |
| Діапазони                           | GSM 850, GSM 900, GSM 1800, GSM 1900 |
| SAR                                 | 0.74 Вт/кг |
| Платформа                           | Series 40 |
| Розміри і вага                      | |
| Вага                                | 125 г |
| Розмір                              | 104x50x23 мм |
| Об'єм                               | 104 см³ |
| Конструкція                         | |
| Тип корпусу                         | розсувний |
| Керування                           | джойстик |
| Матеріал корпусу                    | пластик |
| Антена                              | вбудована |
| Дзвінки                             | |
| Тип мелодій                         | 64-голосова поліфонія, 3D-sound |
| Стереодзвінок                       | Наявний (Стереодинаміки з підтримкою об'ємного звуку)                                                                                                 |
| Вібродзвінок                        | Наявний |
| Зв'язок                             | |
| Інтерфейси                          | IRDA, USB, Bluetooth |
| Доступ у інтернет                   | WAP 2.0, GPRS сlass 10 (4down + 2up, 5max), EDGE, POP/SMTP/IMAP4-клієнт                                                                               |
| Синхронізація з комп'ютером         | Наявна (Pop-Port™) |
| Повідомлення                        | |
| Додаткові функції SMS               | введення тексту з словником (T9 Text Input®), шаблони повідомлень                                                                                     |
| MMS                                 | Наявна |
| Інші функції                        | |
| Гучний зв'язок (вбудований динамік) | Наявний |
| Керування                           | голосовий набір, голосове керування |
| Автододзвін                         | Наявний |
| Додаткова інформація                | |
| Комплектація                        | телефон, акумулятор BL-5C, зарядний прилад AC-4, стерео-гарнітура HS-23, адаптер CA-44, кабель CA-53б диск ПА, інструкція, карта пам'яті miniSD 128Мб |
| Особливості                         | диктофон; 3D-стерео |
| Екран                               | |
| Тип екрану                          | кольоровий TFT екран, 262 144 кольорів |
| Розмір екрану                       | 320x240 пікселів |
| Індикація                           | часу розмови |
| Мультимедійні можливості            | |
| Вбудована фотокамера                | 1600x1200 (2 млн пікс.), Zoom 5x, вбудований спалах                                                                                                   |
| Запис відео                         | 176x144 (3GPP, H.263, MPEG-4), 15 кадрів за секунду                                                                                                   |
| Аудіо                               | FM-радіо, MP3-програвач (MP3, AAC, M4A) |
| Диктофон                            | Відсутній |
| Ігри                                | Наявні |
| Java                                | Наявний (MIDP 2.0) |
| Об'єм вбудованої пам'яті            | 9 Мб |
| Тип карти пам'яті                   | miniSD (128 Мб у комплекті) |
| Акумулятор                          | |
| Тип акумулятора                     | Li-Ion (BL-5C) |
| Місткість                           | 900 мАг |
| Час розмови                         | 3:00 — 5:00 г: хвил |
| Час очікування                      | 200:00 г: хвил |
| Записна книжка і органайзер         | |
| Записна книжка                      | 1000 номерів |
| Прямий (flash) набір                | 9 номерів |
| Інше                                | будильник, калькулятор, планувальник задач |